# French Heels
French Heels er en amerikansk stumfilm fra 1922 af Edwin L. Hollywood.

## Medvirkende
- Irene Castle som Palma May
- Ward Crane som John Tabor
- Charles K. Gerrard som Keith Merwyn
- Howard Truesdale som Jarvis Tabor
- Tom Murray som Camp Foreman